# Roma Agrawal
Roma Agrawal (geboren März 1983 in Mumbai) ist eine indisch-britische Bauingenieurin und Wissenschaftsautorin.

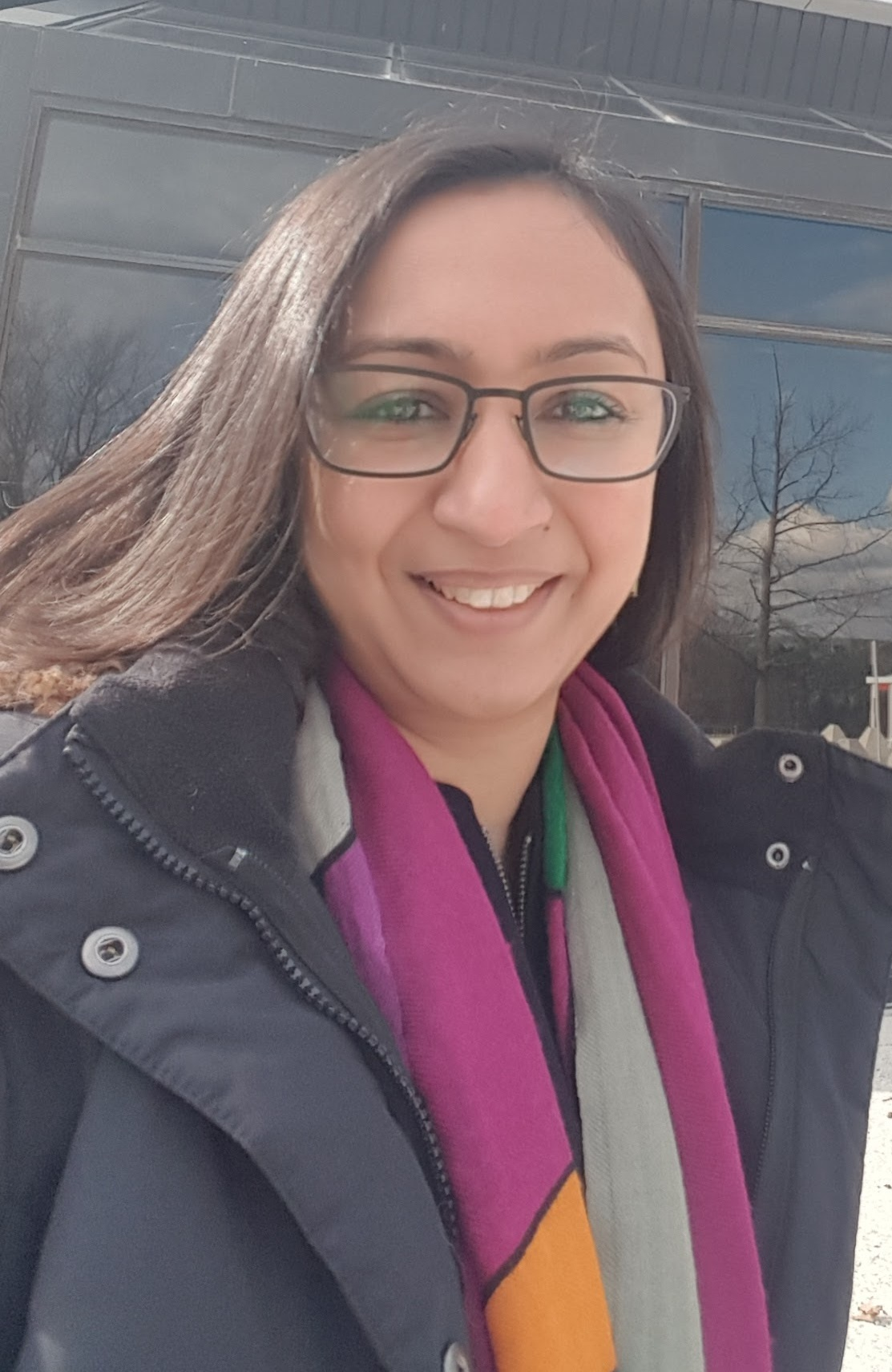
Roma Agrawal (2017)

## Leben
Roma Agrawals Familie zog nach London und lebte dann für fünf Jahre in Ithaca in den USA, wo Agrawal die US-amerikanische Staatsbürgerschaft erhielt. Zurück in London besuchte sie die Mädchenschule North London Collegiate School. Sie studierte Physik an der University of Oxford (B.A.) und erhielt 2005 einen MSc in Konstruktionstechnik (Structural Engineering) am Imperial College London. Agrawal arbeitete die nächsten zehn Jahre als Bauingenieurin in London beim Bauunternehmen Parsons Brinckerhoff im Projekt The Shard (London Bridge Tower), beim Umbau der Crystal Palace Station und als Konstrukteurin der Northumbria University Footbridge. Im Jahr 2015 ging sie als Design Managerin zum Unternehmen Interserve und wechselt 2017 als Vorstandsmitglied zum Ingenieurdienstleister AECOM.
Für ihre Arbeit erhielt sie unter anderem 2014 den „Women in Construction Award Engineer of the Year“ und 2015 den „Diamond Award for Engineering Excellence“. Agrawal wurde 2018 zum Mitglied des Order of the British Empire (MBE) gewählt, wurde im selben Jahr auch Fellow der Institution of Civil Engineers, sie wurde 2021 Honorary Fellow der Royal Academy of Engineering.

## Schriften (Auswahl)
- Built: The Hidden Stories Behind Our Structures. Bloomsbury, 2019
  - Die geheime Welt der Bauwerke. Übersetzung Ursula Held. München : Carl Hanser Verlag, 2018
- How Was That Built? Bloomsbury, 2021
- Nuts and Bolts: Seven Small Inventions That Changed the World. Hodder, 2023
  - Nägel mit Köpfen : 7 Erfindungen, die die Welt bis heute verändern. Übersetzung Ursula Held. München : Carl Hanser Verlag, 2023